# La Peseta (metropolitana di Madrid)
La Peseta è una stazione della linea 11 della metropolitana di Madrid. Si trova sotto l'incrocio tra Salvador Allende e Avenida de la Peseta, nel quartiere di Carabanchel, Madrid.

## Storia
Il 18 dicembre 2006 viene aperta al pubblico la stazione, come parte del prolungamento della linea da Pan Bendito alla stazione stessa di La Peseta. Tale prolungamento con una lunghezza di 2,7 km ha avuto un costo pari a 172 milioni di euro. La stazione ha funto da capolinea fino al 5 ottobre 2010, quando la linea è stata prolungata fino a La Fortuna.

## Interscambi
- 35, 155, 118
- N16, N17